# Слов'янський повіт (Донецька губернія)
Слов'я́нський пові́т — адміністративно-територіальна одиниця Донецької губернії з центром у місті Слов'янськ.

## Географія
Слов'я́нський повіт розташовувався на півночі Донецької губернії. Проіснував із 15 березня 1920 р. по 1925 р.
Станом на 1921 рік складався із 21 волості:
| №  | Назва волості   |
| -- | --------------- |
| 1  | Барвінківська   |
| 2  | Білянська       |
| 3  | Богородчанська  |
| 4  | Гаврилівська    |
| 5  | Данилівська     |
| 6  | Закотнянська    |
| 7  | Золотоколодязна |
| 8  | Корульська      |
| 9  | Лиманська       |
| 10 | Миколаївська    |
| 11 | Михайлівська    |
| 12 | Некременська    |
| 13 | Нікольська      |
| 14 | Олександрівська |
| 15 | Прелесненська   |
| 16 | Сергіївська     |
| 17 | Слов'янська     |
| 18 | Степанівська    |
| 19 | Тернівська      |
| 20 | Черкаська       |
| 21 | Шандриголівська |